# Geschiedenis van Genève (kanton)
Dit artikel beschrijft de geschiedenis van het kanton Genève.

## Politieke leven in Genève in de 19e en de 20e eeuw

### Franse periode (1798-1814)

#### Annexatie
De annexatie van het kanton Genève bij de Eerste Franse Republiek werd bekrachtigd door een verdrag van 26 april 1798. Aan de ondertekening van dit verdrag ging een lange reeks van diplomatieke incidenten en ergerlijke grensmaatregelen vooraf, die ertoe hadden geleid dat de stad ingesloten geraakte door Frans gebied en militair door de Fransen werd bezet. Vanaf augustus 1798 was Genève gedurende 15 jaar de hoofdstad van het Franse departement Léman. De inwoners van Genève werden bovendien Franse staatsburgers.
Op bepaalde punten is het annexatieverdrag relatief gunstig voor de inwoners van Genève. Dankzij de Société économique en de Société de bienfaisance behielden ze de overhand over hun publieke instellingen en gebouwen, waaronder de kerk, het college, de academie, de tarwekamer, de spaarkas, het ziekenhuis enz. De streek werd vrijgesteld van de huisvesting van soldaten in privéwoningen en aanvankelijk ook van de dienstplicht. De eerste oproep voor dienstplichtigen van Genève zou pas plaatsvinden een dag na de Vrede van Amiens in 1802. Anderzijds moest de stad haar artillerie, munitie en vooral haar vestingwerken aan Frankrijk afstaan.

#### Bestuur
Naast het oude grondgebied van Genève omvatte het departement Léman ook de steek van het Pays de Gex en het Juragebergte tot aan de vallei van de Valserine en de regio's Chablais, Faucigny en het noorden van Genevois. Het departement was verdeeld in drie arrondissementen, namelijk dat van Genève (met tien kantons), dat van Thonon (vier kantons) en dat van Bonneville (negen kantons). De stad en haar grondgebied vormden één kanton en had een eigen bestuur. Als hoofdstad en later als prefectuur van het departement was de stad Genève de residentie van de prefect en kreeg de stad burgerlijke en strafrechtelijke rechtbanken, een rechtbank van koophandel, een munthof, een postkantoor en een registratiekantoor. Het hof van beroep in burgerlijke en handelszaken was gevestigd in Lyon. Na de annexatie werd Genève eerst beheerst door Franse revolutionaire wetten en werd het daarna, net als de rest van het Eerste Franse Keizerrijk, onderworpen aan de Code napoléon (1804), de Code du commerce (vanaf 1808) en de Code pénal (vanaf 1811), die enkele wijzigingen in de gerechtelijke organisatie met zich meebrachten.

### 19e eeuw

#### Eerste jaren van het nieuwe kanton (1814-1846)

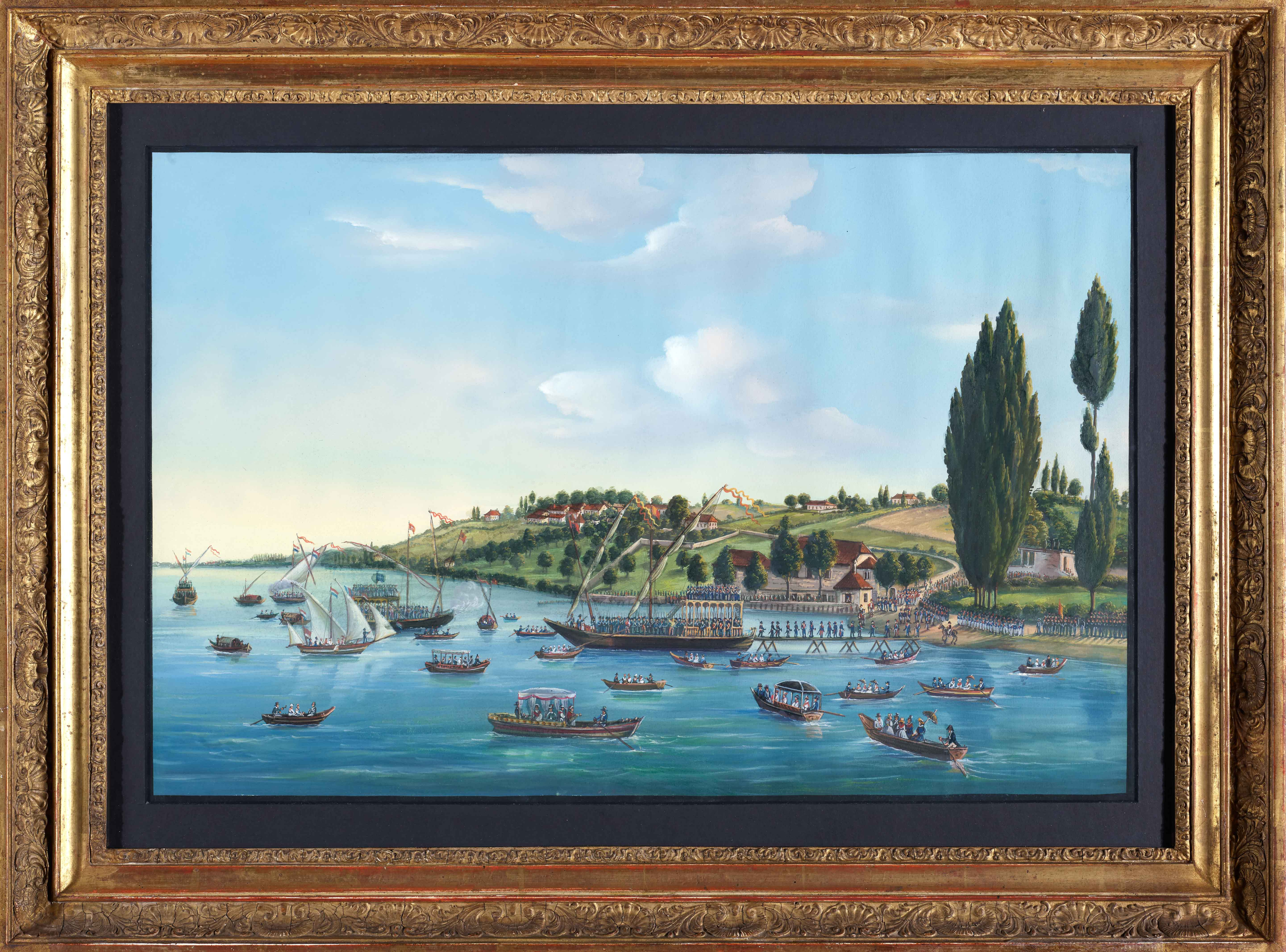
Aankomst van de Zwitsers nabij Port-Noir op 1 juni 1814, naar een gravure van Jean DuBois.

De opname van de voormalige bisschoppelijke stad in de Zwitserse Confederatie in 1814 werd 100 jaar later, in 1914, gevierd als een evidentie, maar komt niettemin voort uit een complexe verstrengeling van soms vijandige tegenstellingen. Bovendien werd de beslissende impuls van de integratie in de Zwitserse Confederatie gegeven door de grootmachten die, na Napoleon te hebben verslagen, elkaar ontmoetten in Parijs en op het Congres van Wenen om de kaart van Europa te hertekenen. Om te voorkomen dat Frankrijk opnieuw zijn grenzen zou verruimen en gebruik zou maken van de Simplonpas om zich een weg te banen naar het Italiaanse schiereiland, was het noodzakelijk om Zwitserland te versterken en er de kleine citadel van Genève aan toe te voegen. In Genève echter werd dit voornemen evenwel niet onmiddellijk positief onthaald door de twee grote politieke autoriteiten ter plaatse. Enerzijds was er de Commission centrale du Léman, die was opgericht door de Oostenrijkse generaal Ferdinand von Bubna und Littitz, die in december 1813 de stad had bezet na het vertrek van de Franse troepen en die eerder de aanhechting bij Frankrijk genegen was. Anderzijds was er de zelfverklaarde voorlopige regering, aangevoerd door Ami Lullin en Joseph Des Arts, die hoopten dat Genève opnieuw de onafhankelijkheid zou verwerven. Uiteindelijk zouden de autoriteiten zich evenwel neerleggen bij de oplossing die door de grootmachten naar voren werd geschoven.

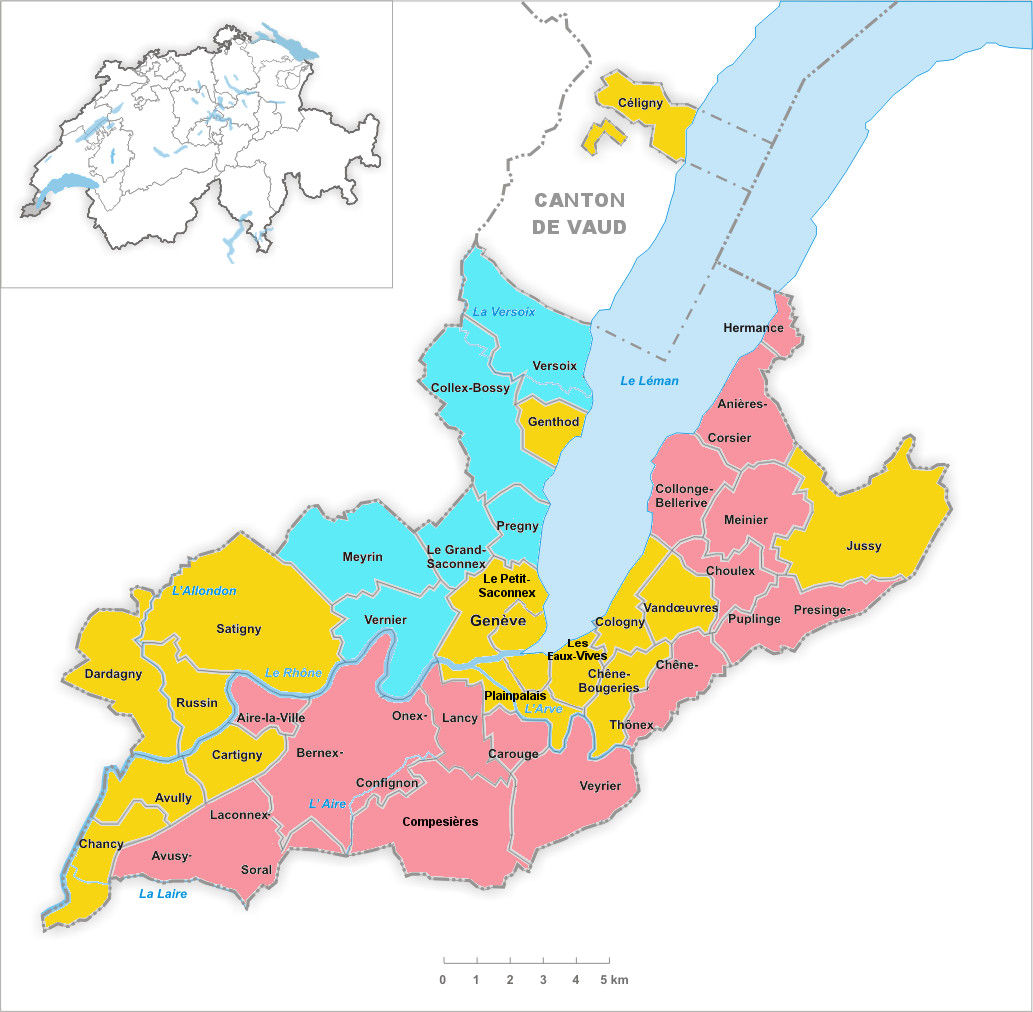
Territoriale uitbreiding van het kanton in de periode 1815-1816.
Oorspronkelijke gebieden
Gebieden afgestaan door Frankrijk
Gebieden afgestaan door Sardinië

In 1814 grensde de republiek Genève echter niet aan de Zwitserse Confederatie, wat zou betekenen dat het kanton een Zwitserse enclave zou worden. Teneinde Genève om te vormen tot een Zwitsers kanton bleek het daarom noodzakelijk om het kanton territoriaal te verbinden met de Confederatie. Vervolgens zou het Tweede Verdrag van Parijs van 1815 de Franse gemeentes Versoix, Collex-Bossy, Pregny-Chambésy, Vernier, Meyrin en Le Grand-Saconnex toewijzen aan het kanton Genève. In 1816 kwam daar ten gevolge van het Verdrag van Turijn tussen Zwitserland en het koninkrijk Sardinië kwam daar nog Carouge bij, alsook een veertigtal gehuchten en dorpen die grensden aan de Sardijnse oever van het Meer van Genève. De verworven gebieden waren voornamelijk katholiek en landelijk. Door de toevoeging van deze zogenaamde communes réunies aan het kanton nam bevolking van Genève met 16.000 zielen toe maar bleef het kanton niettemin moeilijk verdedigbaar en kende het geen groot hinterland. Daarom werd er rond het kanton een vrijhandelszone ingesteld en viel Noord-Savoye eveneens onder de neutraliteit van Zwitserland. Deze wankele oplossing was het resultaat van moeizame diplomatieke onderhandelingen en compromissen. De vreemde afbakening van de Geneefse grenzen kwam bovendien voort uit de eis van invloedrijke protestanten uit Genève die, uit angst voor een toenemende katholieke invloed, slechts een minimale toename van het Geneefse grondgebied toestonden. Hun houding was een teken van de dubbelzinnigheid die met de integratie van Genève in de Zwitserse Confederatie gepaard ging: om haar eigenheid te bewaren, moest de stad Zwitsers worden, maar om Zwitsers te worden, moest de stad afzien van haar exclusief protestants karakter. De houding van de Geneefse autoriteiten en bevolking bleef in dit opzicht gedurende de hele Restauratie ambivalent.
De zelfverklaarde voorlopige regering verwierf legitimiteit door een petitie die meer dan 6.000 handtekeningen wist te verzamelen. De eerste taak van de voorlopige regering was het opstellen van een grondwet die door de Tagsatzung zou worden aanvaard en die onrusten zoals in de 18e eeuw wist te vermijden. Om te voldoen aan de vereisten van de Tagsatzung entte men de instellingen van het nieuwe kanton op die van andere Zwitserse kantons. De Staatsraad van Genève (Conseil d'Etat) zou de uitvoerende macht op zich nemen, terwijl de wetgevende macht zou rusten op de Grote Raad van Genève (Grand Conseil). De oriëntatie op Zwitserse systemen rechtvaardigde echter ook maatregelen om de orde te handhaven, zoals de afschaffing van de Algemene Raad (Conseil général). Bovendien werden drie mechanismen ingevoerd die het stemrecht van de bevolking inperkten en die tot dan toe ongebruikelijk waren in het kanton: ten eerste de loting, ten tweede de invoering van het cijnskiesrecht en ten derde de benoeming van een Corps rétenteur, een college dat bestond uit een 170-tal personen, pastoors, leraars, rechters enz., die 300 van de 600 kiesmannen aanduidden, wat diende als tegengewicht tegen het cijnskiesrecht.

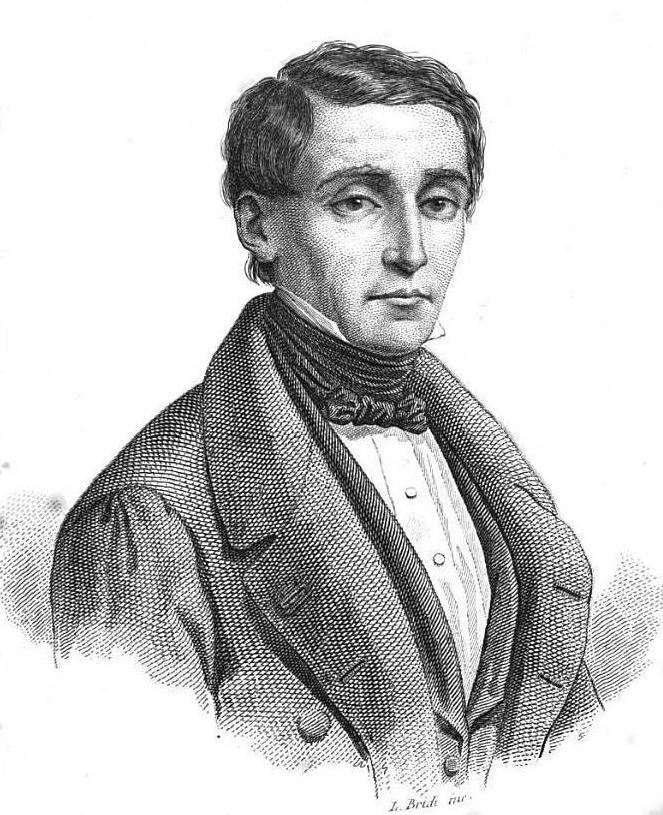
Pellegrino Rossi

Toen in augustus 1814 de nieuwe grondwet bijna unaniem werd goedgekeurd, bedroeg de haast onoverkomelijke cijns 69,7 florijnen ofwel 20 Zwitserse livre. De cijns daalde tot 25 florijnen in 1819, tot 15 florijnen in 1832 en tot 7 florijnen in 1835, alvorens de cijns in 1842 volledig zou worden afgeschaft bij de herziening van de kantonnale grondwet. Deze aanzienlijke uitbreidingen van het electoraat duidden op de democratiseringsinspanningen die zich willens nillens voltrokken tijdens de Restauratie. Die inspanningen waren voornamelijk toe te schrijven aan een kleine liberale strekking binnen de Grote Raad. Door in te spelen op het logge karakter van een grote vergadering zoals de Grote Raad wisten enkele getalenteerde denkers zoals Étienne Dumont, Pierre-François Bellot en Pellegrino Rossi al snel overwicht te creëren om in te gaan tegen de eerste reactionaire leden van de Staatsraad uit de 19e eeuw. Nadat die de kantonnale regering rond 1825 hadden verlaten, werden hun plaatsen ingenomen door en jongere generatie van politici zoals Jean-Jacques Rigaud, die voorstanders waren van een meer representatieve Grote Raad en die een beleid van geleidelijke vooruitgang voerden. De hervormingen versnelden in de jaren 1830, waarna de administratie, de erediensten, het publiek onderwijs en het rechtswezen werden gemoderniseerd.
Het hervormingselan dat het kanton in die periode doormaakte, kwam niet alleen voort uit een generatiewissel of diepe liberale overtuigingen onder de kantonnale politici, maar ook uit hun opvatting over de rol van Genève binnen Zwitserland. Het jongste kanton zou zijn aansluiting bij Zwitserland waardig moeten laten blijken door zich te tonen als voorbeeld van vooruitgang. Tot in 1830 was er niet veel nodig om zich als een vernieuwend kanton te tonen, aangezien in Genève nog heel wat wetgeving gold uit de Franse periode die minder conservatief was dan de wetgeving in heel wat andere kantons. Zo was de grondwet van Genève in die tijd bijvoorbeeld de enige kantonnale grondwet die de persvrijheid waarborgde. Nadat echter andere kantons tijdens de zogenaamde Regeneratie hun grondwetten zouden herzien, verkleinde de progressieve voorsprong van Genève. Het is in die context dat Jean-Jacques Rigaud een nieuwe hervormingsgolf op gang zou brengen.

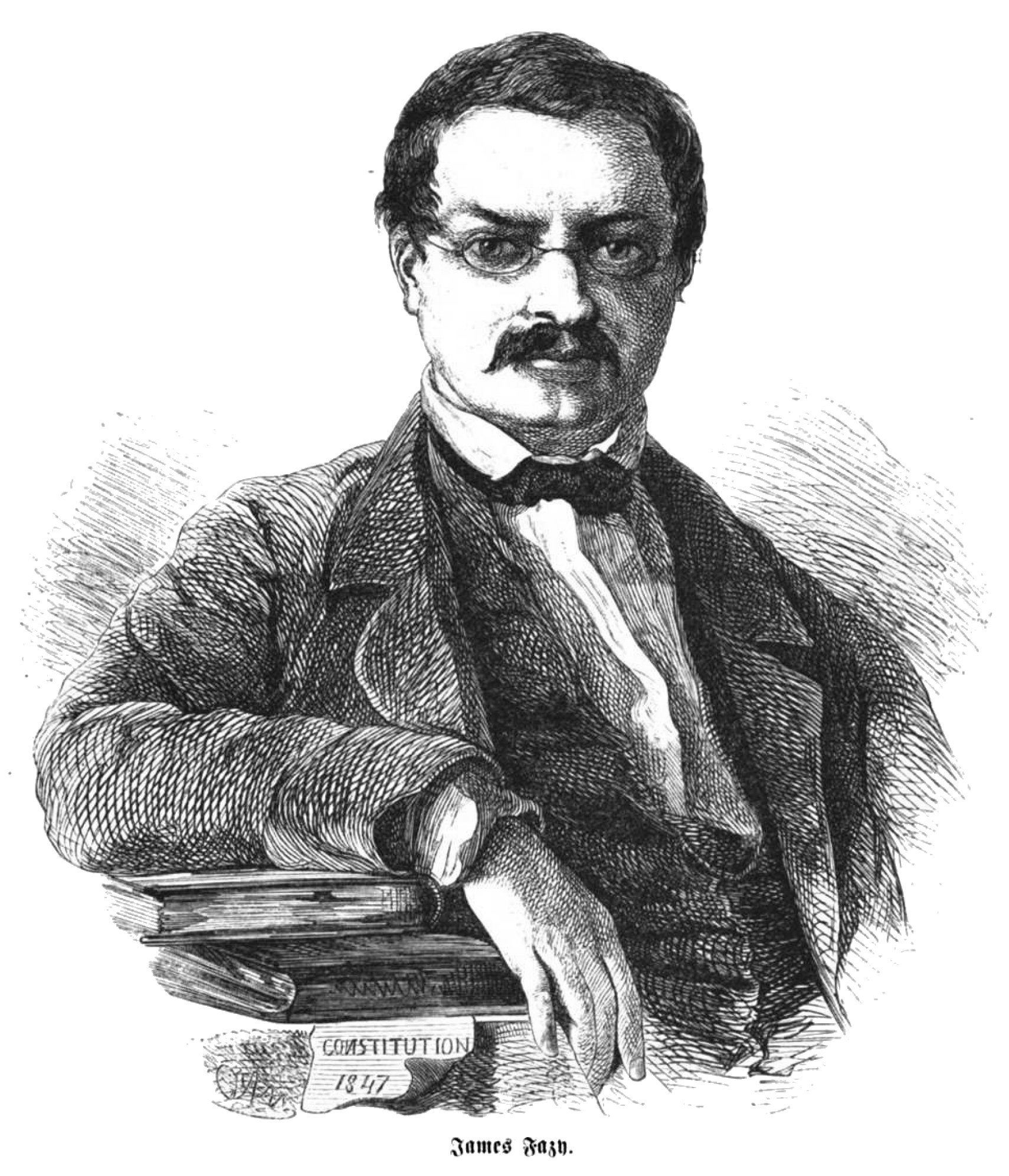
James Fazy

Met het verdwijnen van de grote liberale denkers en de massale opkomst van conservatieven vertraagde de innovatieve impuls in het kanton, tot ongenoegen van de radicalen, die het steeds moeilijker kregen om hun mening te laten horen. Aan het begin van de jaren 1840 probeerden zij met een vereniging genaamd Trois Mars de politieke situatie de deblokkeren door kritiek te uiten op de institutionele vertraging die het kanton had opgelopen en haar onvermogen om het voorbeeld van democratisering te tonen aan de overige kantons en door de bevolking op te roepen om de wapens op te nemen. Uiteindelijk brak er op 22 november 1841 een vreedzame revolutie uit, waarbij er geen geweld aan te pas kwam. De revolutie leverde een gemengd resultaat op. De iure kwam deze tegemoet aan de verzuchtingen van de radicalen, met name door de invoering van het algemeen stemrecht voor mannen en de afschaffing van de cijns. De facto wekte de revolutie echter bij heel wat mensen een slecht geweten op. Verschillende politieke leiders maakten een duidelijke bocht naar rechts, terwijl de burgers van hun nieuwe politieke rechten profiteren om conservatieven te kiezen die ernaar streven de gevolgen van de revolutie te neutraliseren. Toen de Staatsraad in het midden van de jaren 1840 standpunt diende in te nemen in enkele prangende religieus-politieke kwesties binnen de Confederatie, nam de regering slechts voorzichtig standpunt in tegen de vrijkorpsen en wist ze de vorming van de Sonderbund niet te veroordelen. Begin oktober 1846 hernam het radicale kopstuk James Fazy de argumentatie van de revolutie van 1841 en riep hij de bevolking op om de macht te grijpen zodat het kanton zich tegen de Sonderbund zou kunnen verzetten en haar rol als politiek voorbeeld zou kunnen hernemen. Op 7 oktober 1846 leidden het verlies aan steun onder de katholieke bevolking, de desertie van de militie en de vasthoudendheid van de rebellen, die vaak uit andere kantons emigreerden, uiteindelijk tot de val van de zittende machthebbers en het einde van de Restauratie in het kanton Genève.

#### Het radicale bewind (1847-1914)
Conform zijn beloften pleitte James Fazy voor de ontbinding van de Sonderbund en werkte hij aan een nieuwe kantonnale grondwet. Die werd op 24 mei 1847 aangenomen en werd verondersteld te leiden tot een verankering van de radicalen in de kantonnale politiek doordat ze de voorstanders van de revolutie direct of indirect bevoordeelde. De nieuwe grondwet zorgde voor de herinvoering van de Algemene Raad, kende stemrecht toe aan Zwitsers afkomstig uit andere kantons, die vaak meer gepolitiseerd waren dan de Genèvezen, bevestigde de godsdienstvrijheid en schafte daarmee de laatste privileges af die het protestantisme nog genoot. Verder werd de Société économique afgeschaft, een instelling die te veel het verschil tussen oude en nieuwe Genèvezen belichaamde en bestendigde. Voortaan zouden er iedere twee jaar verkiezingen plaatsvinden voor de Staatsraad, een maatregel die het kanton gedurende bijna een halve eeuw verzekerde van intense politieke activiteit vol inventiviteit en instabiliteit. De frequentie van de verkiezingen zorgde voor veel herschikkingen van de kantonnale regering. In 1853 konden enkele ontevreden radicalen hiervan gebruikmaken om Fazy tijdelijk uit de kantonnale regering te stemmen en een zogenaamde herstelregering op de been te brengen.

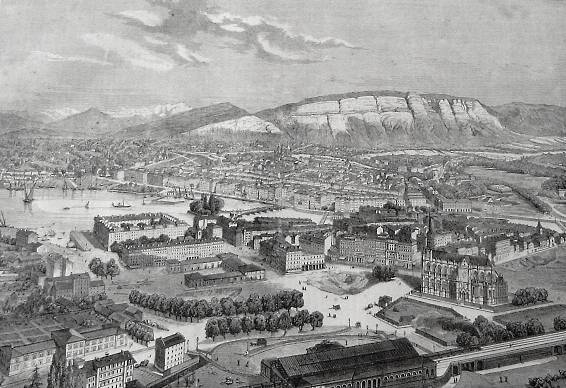
Zicht op Genève in 1860.

Bij deze dissidente radicalen zouden zich al gauw andere ontevredenen, reactionairen, gematigden en katholieken aansluiten die zich verenigden en elkaar versterken binnen de Parti indépendant (Onafhankelijke Partij). De voorman van deze partij was de voormalige revolutionair Philippe Camperio, die van 1865 tot 1870 de Staatsraad domineerde en een conservatief doch geen achterhaald centrumbeleid voerde. In 1870 echter kwamen de radicalen onder leiding van Antoine Carteret opnieuw aan de macht, waarna de Kulturkampf ook zou uitbreken in Genève. Paradoxaal genoeg kan deze enorme anti-ultramontane beweging worden gezien als het resultaat van een verkeerde interpretatie van de principes van de revolutie van 1846: de absolute controle van de staat over elke structuur die eraan zou kunnen ontsnappen en de verheerlijking van de identiteit van Genève. In minder dan tien jaar veranderde deze buitensporige 'strijd voor beschaving' het kantonnale politieke landschap. Het oude patriciaat sloot zich aan bij de katholieken en het platteland in de Democratische Partij die het opnam tegen de radicalen. Door zichzelf uit te roepen tot verdediger van individuele rechten, drong deze partij aan op de omvorming van de representatieve democratie in een semi-directe democratie.
De instabiliteit die de grondwet van 1847 met zich meebracht, leidde, gewild of ongewild, tot enkele hervormingen, zoals de uitbreiding van de kieskringen, de invoering van het facultatief referendum in 1879 en van het bevolkingsinitiatief in 1891, alsook de rechtstreekse verkiezing van de Geneefse leden van de Kantonsraad en de invoering van de evenredige vertegenwoordiging in 1892. Door de invoering van de evenredige vertegenwoordiging traden er nieuwe politieke formaties op de voorgrond, zoals de Parti ouvrier socialiste (de voorloper van de Sociaaldemocratische Partij van Zwitserland en in beperktere mate ook de katholieke Parti indépendant (de voorloper van de christendemocratische partij Het Centrum). Nadat de Eerste Internationale in 1866 een congres organiseerde in Genève, vormden de socialisten een belangrijke formatie in de Geneefse politiek. Ook de radicalen bleven evenwel standhouden, waardoor het tegen het einde van de 19e eeuw geregeld tot regeringswisselingen kwam. De invoering van de evenredige vertegenwoordiging leidde bovendien tot een pacificatie van het politiek proces waarbij minderheden aan invloed wonnen en waarbij de uitoefening van het stemrecht werd geobjectiveerd. Voordien had het meerderheidsstelsel geleid tot gewelddaden. Na bloedige onrusten met doden en gewonden tot gevolg was het op 22 augustus 1864 nog tot een interventie gekomen van federale troepen, een gebeurtenis waaruit de pejoratieve term Genferei zou ontstaan.

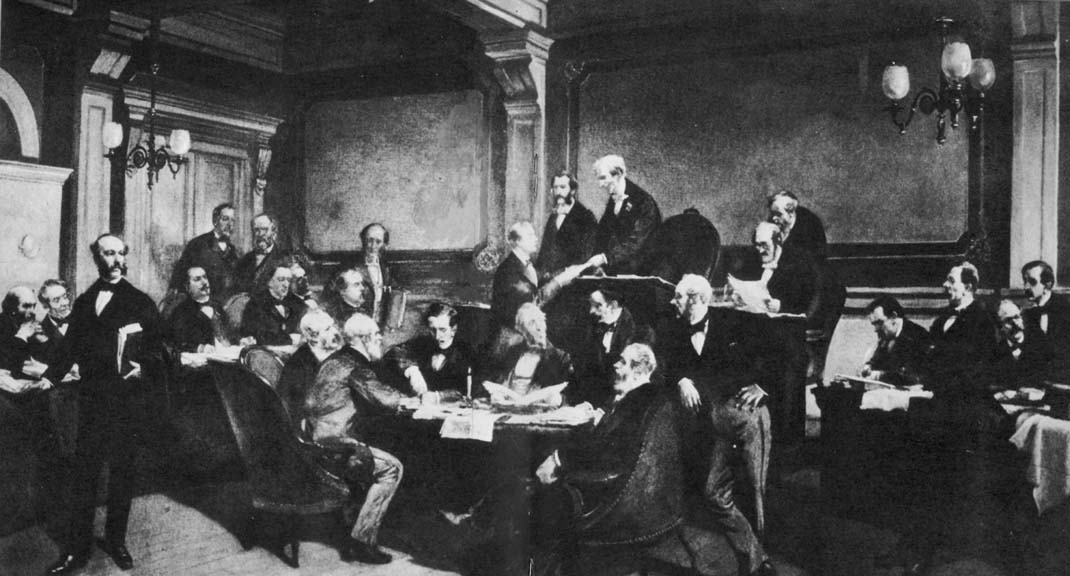
De ondertekening van de Eerste Conventie van Genève in 1864.

Op diezelfde 22 augustus 1864 werd op een diplomatieke conferentie elders in de stad de Eerste Conventie van Genève ondertekend. Zwitserland werd op deze conferentie vertegenwoordigd door Gustave Moynier, Guillaume Henri Dufour en Samuel Lehmann. De ondertekening van de conventie en de oprichting van het Internationaal Comité van het Rode Kruis vormden het begin van de ontwikkeling van de internationale rol van Genève. Aanvankelijk was het internationale belang van de stad vooral gericht op weldadigheid, maar vanaf de jaren 1860 werd dit belang ook van politieke aard. Enerzijds werd Genève een belangrijk centrum voor internationale conflictoplossing. Zo vond er in 1867 een vredescongres plaats en was de stad in 1871-1872 de zetel voor het arbitragetribunaal in de zaak van de Alabama-arbitrage. Anderzijds duurde het niet lang voordat het internationale belang van Genève werd gezien als de belangrijkste bijdrage van het jongste kanton aan het nieuwe Zwitserse vaderland. Hierdoor kon het kanton blijven geloven in zijn eigen onafhankelijkheid zonder daar de nadelen van te voelen.

#### Genève en de Confederatie
Toen op 12 september 1814 de leden van de Tagsatzung in Zürich instemden met de aansluiting van het kanton Genève bij de Zwitserse Confederatie, bracht deze instemming ook de verplichting met zich mee voor het kanton Genève om bij te dragen aan de nationale defensie in de vorm van geld en troepen en om mee vorm te geven aan het gemeenschappelijk beleid. Tot de oprichting van de moderne Zwitserse Bondsstaat in 1848 was het kanton in de Tagsatzung vertegenwoordigd door een dertigtal gezanten. Onder hen bevonden zich enkele grote namen, zoals die van Pellegrino Rossi, die zou meewerken aan de opstelling van de nieuwe Zwitserse Grondwet. In 1832 werd zijn ontwerp, het Rossi-plan afgewezen door de meest conservatieve delegaties in de Tagsatzung. Niettemin zouden enkele van de institutionele innovaties die Rossi voorstelde, zoals de oprichting van een Bondsraad, niet worden vergeten. In dezelfde periode was Jean-Jacques Rigaud betrokken bij de pacificatie tussen de kantons Schwyz en Bazel. In 1838 drong Rigaud er samen met zijn collega Charles Monnard uit het kanton Vaud op aan om zich te verzetten tegen het Franse ultimatum aan Zwitserland om de rusteloze toekomstige keizer Napoleon III, die naar Thurgau was gevlucht, het land uit te zetten.

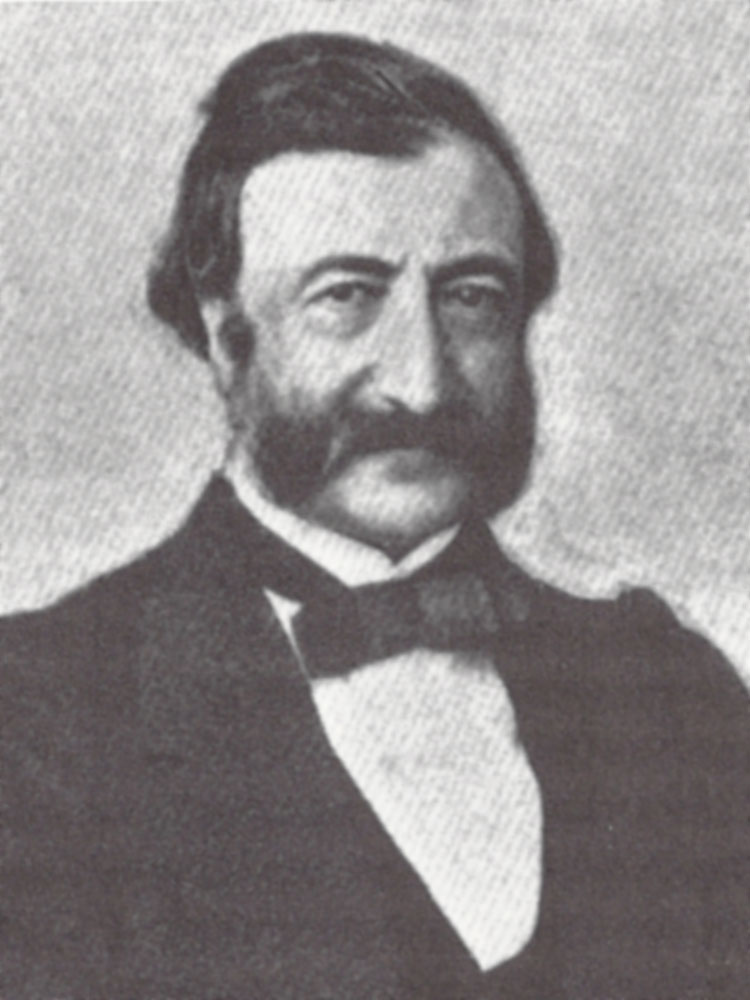
Jean-Jacques Challet-Venel, het eerste lid van de Bondsraad dat afkomstig was uit het kanton Genève.

Na de revolutie van 1846 stemmen de radicale Geneefse vertegenwoordigers in de Tagsatzung voor de ontbinding van de Sonderbund, waarna in 1847 de van Genève afkomstige Guillaume Henri Dufour een belangrijke rol speelt in de Sonderbund-oorlog. Deze burgeroorlog leidde tot de oprichting van de moderne Zwitserse Bondsstaat in 1848. Vervolgens zou Genève verschillende staatsmannen leveren die actief waren in de nieuwe federale instellingen. Zo geraakten de Geneefse radicalen Jean-Jacques Challet-Venel (1864-1872) en Adrien Lachenal (1893-1899) verkozen in de Bondsraad. Lachenal werd in 1896 de eerste Geneefse bondspresident van Zwitserland. James Fazy was van 3 tot 22 juli 1854 de eerste uit Genève afkomstige  voorzitter van de Kantonsraad. Van 1 tot 20 juli 1872 werd de Nationale Raad vervolgens voor het eerst voorgezeten door een lid uit Genève, namelijk door de gematigde liberaal Charles Friderich. Niettemin kwam het soms tot fricties tussen het kanton Genève en de federale overheid. Reeds in de jaren 1850 bijvoorbeeld weigerde het de Geneefse kantonnale regering politieke vluchtelingen uit te wijzen hoewel Bern zich eerder had verbonden tot de uitwijzing naar hun respectievelijke herkomstlanden.
Toen in 1860 de Bondsraad aarzelde om de neutraliteit van Noord-Savoye te verdedigen tegen de veroveringsdrang van de Franse keizer Napoleon III, organiseerden enkele activisten uit Genève een veroveringsexpeditie, wat zou uitdraaien op de Savoye-affaire. De veroveringsexpeditie mislukte, leidde tot irritatie bij de Zwitserse federale autoriteiten en bracht in Savoye de optie van aansluiting bij Zwitserland in diskrediet. Savoye zou uiteindelijk instemmen met de aanhechting bij het Tweede Franse Keizerrijk.
In 1872 sprak het Geneefse Bondsraadslid Challet-Venel zich uit tegen de door zijn radicale collega's gesteunde herziening van de Zwitserse Grondwet omdat die zou leiden tot een te verregaande centralisatie van het staatsapparaat. Om die reden werd hij bij de Zwitserse Bondsraadverkiezingen van december 1872 niet herverkozen als Bondsraadslid, wat hoogst ongebruikelijk is. Hoewel Challet-Venel slechts uit het kanton Genève afkomstig was, ontlokte dit affront woede in gans Romandië. Omgekeerd droeg Genève van zijn kant vanaf dat moment de gevoeligheden van die eigen waren aan Romandië. Aan de vooravond van de Eerste Wereldoorlog kwam het kanton, net als de andere Franstalige kantons, in opstand tegen het Gotthardconventie van 1909.

### 20e eeuw

#### Voor en tijdens de Eerste Wereldoorlog

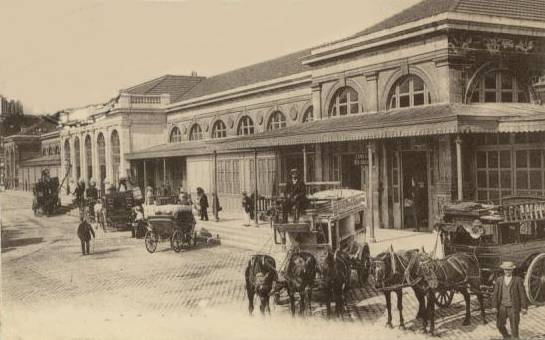
Het historische stationsgebouw van Genève-Cornavin in 1912, enkele jaren na de brand van 1909. Aan de centrale ingang is nog schade van de brand zichtbaar.

In de nacht van 11 op 12 februari 1909 vond de brand in het station van Genève-Cornavin plaats. De brand ontstond in de bagageruimtes door toedoen van een oververhitte kachel. Bij de brand vielen geen slachtoffers, maar de materiële schade was aanzienlijk.
De jaren 1900 werden gekenmerkt door een vrij gunstige economische situatie met economische groei, maar ook door de opkomst van de arbeidersbeweging. De radicale regering, die min of meer werd gesteund door de socialisten, kreeg tegenkanting van de conservatieven en in mindere mate ook van revolutionaire syndicalisten. Ook het hoge aandeel grensarbeiders en politieke vluchtelingen oefenden een zekere invloed uit op het politieke leven in Genève.
Toen in 1914 de Eerste Wereldoorlog uitbrak, vierde het kanton Genève net het eeuwfeest van zijn toetreding tot de Zwitserse Confederatie. Meteen na het begin van de vijandelijkheden werd er in het kanton, net zoals elders in Romandië, een francofiele stemming merkbaar die vooral in de pers tot uiting kwam. Sommige intellectuelen uit de Nouvelle Société helvétique uitten daarom hun bezorgdheid over de eenheid van Zwitserland, die niet kon worden weggenomen door de verkiezing van Gustave Ador in de Bondsraad in 1917, als opvolger van de Duitstalige Arthur Hoffmann.

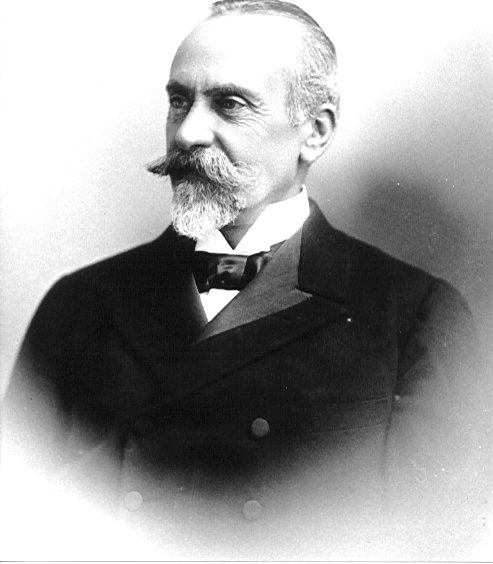
Gustave Ador

Tijdens de oorlog maakte het kanton economische problemen door als gevolg van het vertrek van talrijke grensarbeiders en de sluiting van buitenlandse afzetmarkten. Een deel van de Geneefse industrie, met name de machine- en chemische industrie, wist stand te houden en kon soms zelfs hoge winsten boeken door over te schakelen op de productie van munitie. Voor de arbeiders daarentegen kwam het tot rantsoeneringen en een daling van de reële lonen. Daarom werden er bevoorradingscommissies opgericht, maar deze bleken eerder ineffectief. De situatie werd nog ernstiger na de uitbraak van de Spaanse griep in de zomer en in de maanden oktober en november van 1918, die in het kanton het leven kostte aan 1.100 mensen.
Toen in november 1918 duizenden Geneefse arbeiders deelnamen aan de algemene staking in Zwitserland in 1918, kwam dat als een verrassing aangezien de socialisten eerder verdeeld waren als het op de oorlog aankwam. Jean Sigg, een francofiel die lid was van de Nationale Raad, stemde tijdens de oorlog in met het principe van de nationale verdediging en werd in 1917 uit de socialistische partij gezet. De stijging van de inflatie, de gevolgen van de langdurige oorlogssituatie, die de autoriteiten overigens slecht hadden opgevangen, en de hoop die werd gewekt door de Russische Revolutie, moedigden echter een zekere sociale mobilisatie aan. Niettemin kwam het net voor de algemene staking uitbrak niet tot een grote mobilisatie onder de arbeiders om de Zürichse bankbedienden te steunen. Toen de staking evenwel uitbrak, richtte men onmiddellijk burgerwachten op om de staking neer te slaan en haar vastberadenheid om het bolsjewisme te bestrijden, te onderstrepen. Op 11 november 1918, de dag van de wapenstilstand en de conservatieve triomf bij de verkiezing van de Staatsraad, kwam het tot gevechten, arrestaties en afranselingen van arbeidersleiders. Hoewel de rellen van korte duur waren, bleven ze nog lang in het collectief geheugen gegrift. Onder een nieuwe generatie militante leiders zou er later een geradicaliseerde arbeidersbeweging ontstaan. De staking veroorzaakte echter vooral een sterke conservatieve heropleving in de Geneefse samenleving.

#### Interbellum
Na de Eerste Wereldoorlog wist Genève zijn internationaal karakter te versterken toen het in 1920 gekozen werd als zetel van de Volkenbond. Vele buitenlanders keerden naar de oorlog terug naar hun land van herkomst. Daarentegen trokken er meer mensen uit andere delen van Zwitserland naar Genève, waaronder vele arbeiders die in het kanton stemrecht hadden. Na een korte economische en financiële crisis kende het kanton gedurende de jaren 1920 enige economische groei. In die context werden er in 1924 twee socialisten verkozen in de Staatsraad, doch slechts één bij de volgende verkiezingen in 1927. De jaren 1920 in Genève werden echter vooral gekenmerkt door de opkomst van de Union de défense économique (UDE) vanaf 1923, als sterke reactie van de middenklasse en het patronaat tegen het etatisme, socialisme en de moderniteit, wat in zekere zin een verlengstuk was van de conservatieve en antibolsjewistische heropleving van 1918.
Tijdens de crisis van de jaren 1930 nam de werkloosheid en de armoede in het kanton fors toe, en voerde de kantonnale overheid bovendien een beleid van loonsverlagingen. Dit leidde tot arbeidersprotesten en maakte een einde aan de entente tussen radicalen en socialisten. Het socialisme in Genève werd compromislozer onder invloed van het politieke kopstuk Leon Nicole en syndicalisten zoals Lucien Tronchet, die een aanhanger was van directe vakbondsacties in bijvoorbeeld de bouwsector. Charles Rosselet daarentegen, de voorzitter van de Union syndicale, nam een gematigdere houding aan maar bepleitte eveneens een nieuw politiek beleid om het hoofd te bieden aan de econimische crisis. het christelijk vakbondswezen bepleitte dan weer een nauwere samenwerking tussen werknemers en werkgevers in de vorm van het corporatisme. Deze visie op de sociale kwestie, die de klassenstrijd wilde ontkennen, werd deels gedeeld door extreemrechtse kringen, zij het echter in meer autoritaire vormen.

## Demografie
|                                       | 1850      | 1880      | 1900      | 1950      | 1970      | 2000      |
| Bevolking                             | Bevolking | Bevolking | Bevolking | Bevolking | Bevolking | Bevolking |
| ------------------------------------- | --------- | --------- | --------- | --------- | --------- | --------- |
| Aantal inwoners                       | 64.146    | 99.712    | 132.609   | 202.918   | 331.599   | 413.673   |
| Percentage van de Zwitserse bevolking | 2,7%      | 3,5%      | 4,0%      | 4,3%      | 5,3%      | 5,7%      |
| Taal                                  |           |           |           |           |           |           |
| Frans                                 |           | 86 414    | 109.741   | 157.372   | 216.775   | 313.485   |
| Duits                                 |           | 11.500    | 13.343    | 27.575    | 36.226    | 16.259    |
| Italiaans                             |           | 2.199     | 7.345     | 10.759    | 36.274    | 15.191    |
| Reto-Romaans                          |           | 50        | 89        | 218       | 304       | 229       |
| Andere                                |           | 1.432     | 2.091     | 6.994     | 42.020    | 68.509    |
| Nationaliteit                         |           |           |           |           |           |           |
| Zwitsers                              | 49.004    | 63.688    | 79.965    | 167.726   | 219.780   | 256.179   |
| Andere nationaliteit                  | 15.142    | 36.024    | 52.644    | 35.192    | 111.819   | 157.494   |
| Religie                               |           |           |           |           |           |           |
| Protestanten                          | 34.212    | 48.359    | 62.400    | 102.625   | 125.769   | 72 138    |
| Katholieken                           | 29.764    | 51.557    | 67.162    | 85.856    | 177.067   | 163.197   |
| Christelijk-katholieken               |           |           |           | 1.298     | 876       | 610       |
| Overige                               | 170       | 1.679     | 3.047     | 13.139    | 27.887    | 177.728   |
| waarvan joden                         | 170       | 662       | 1.119     | 2.897     | 4.321     | 4.356     |
| waarvan moslims                       |           |           |           |           | 1.436     | 17.762    |
| waarvan moslims                       |           |           |           |           | 11.370    | 93.634    |